# کبوتردریایی
کبوتردریایی، که با نام مرغان باران نیز شناخته می‌شوند، گروهی از پرندگان دریایی شامل نزدیک به ۳۰ گونه عضو تیرهٔ کبوتردریاییان می‌شوند که در آب‌های معتدل و سرد سراسر جهان یافت می‌شوند. این پرندگان به جز در فصل تخم‌گذاری به کرانه‌های دریاها نمی‌آیند و در لجه‌ها به سر می‌برند. رنگ پرهای این پرندگان اغلب دارای الگوهای سیاه، سفید، یا خاکستری است.
برخی کبوتردریایی‌ها مسافت‌های بسیار طولانی را کوچ می‌کنند. کبوتر دریایی دودی بیش از ۱۴٬۰۰۰ کیلومتر را از مکان‌هایی که در آن به صورت گروهی جوجه آورده‌اند در جزایر فالکلند (۵۲°جنوبی ۶۰°غربی) در جنوب تا ۶۵°-۷۰°شمالی در اقیانوس اطلس را طی می‌کند تا به کرانه‌های نروژ برسد.

## فهرست گونه‌ها
گونه‌های زیر که عضو چندین سرده مختلف هستند در اصطلاح کبوتردریایی خوانده می‌شوند:
- کبوتردریایی‌های بزرگ
  - کبوتردریایی مدیترانه‌ای، Calonectris diomedea
  - کبوتردریایی دماغه سبز، Calonectris edwardsii
  - کبوتر دریایی نواری، Calonectris leucomelas
- کبوتردریایی‌های آب‌شکاف (Puffinus)
  - کبوتر دریایی کریسمس، Puffinus nativatis
  - کبوتر دریایی گالاپاگوس، Puffinus subalaris
  - کبوتر دریایی براین، Puffinus bryani
  - کبوتر دریایی مانکس، Puffinus puffinus
  - کبوتر دریایی شام، Puffinus yelkouan
  - کبوتر دریایی بالئاری، Puffinus mauretanicus
  - کبوتر دریایی هوتون، Puffinus huttoni
  - کبوتر دریایی دمگاه‌سیاه، Puffinus opisthomelas
  - کبوتر دریایی تاونسند، Puffinus auriculatus
  - کبوتر دریایی هاوایی، Puffinus newelli
  - کبوتر دریایی بال‌زن، Puffinus gavia
  - کبوتر دریایی کوچک، Puffinus assimilis
  - کبوتردریایی آدوبون، Puffinus lherminieri
    - کبوتر دریایی گرمسیری، Puffinus (lherminieri) bailloni، نبود اجماع بر گونه بودن یا زیرگونه بودنش.
    - کبوتر دریایی بارولو، Puffinus (lherminieri) baroli، نبود اجماع بر گونه بودن یا زیرگونه بودنش.
    - کبوتر دریایی بوید، Puffinus (lherminieri) boydi، نبود اجماع بر گونه بودن یا زیرگونه بودنش.
    - کبوتر دریایی بنرمان، Puffinus (lherminieri) bannermani، نبود اجماع بر گونه بودن یا زیرگونه بودنش.

  - کبوتردریایی ایرانی، Puffinus persicus
  - کبوتر دریایی هاینروث، Puffinus heinrothi
  - کبوتر دریایی پاصورتی، Puffinus creatopus
  - کبوتر دریایی پاگوشتی، Puffinus carneipes
  - کبوتر دریایی بزرگ، Puffinus gravis
  - کبوتر دریایی دم‌باریک، Puffinus pacificus
  - کبوتر دریایی بولر، Puffinus bulleri
  - کبوتردریایی دودی، Puffinus griseus
  - کبوتر دریایی دم‌کوتاه، Puffinus tenuirostris
  - کبوتردریایی لاوا (منقرض)، †Puffinus olsoni
- مرغ‌های باران تیره
  - مرغ باران فیجی، Pseudobulweria macgillivrayi
  - مرغ باران تاهیتی، Pseudobulweria rostrata
  - مرغ باران بک، Pseudobulweria becki
  - مرغ باران ماسکارین، Pseudobulweria aterrima
- مرغ باران کرگولن
  - مرغ باران کرگولن، Lugensa brevirostris
- Bulweria
  - مرغ باران بولور، Bulweria bulwerii
  - مرغ باران جوآنین، Bulweria fallax
  - مرغ باران اولسون، Bulweria bifax
- Procellaria
  - مرغ باران خاکستری، Procellaria cinerea
  - مرغ باران چانه‌سفید، Procellaria aequinoctialis
  - مرغ باران خالدار، Procellaria conspicillata
  - مرغ باران سیاه، Procellaria parkinsoni
  - مرغ باران وست‌لند، Procellaria westlandica